# Jean de Gaulle
Jean de Gaulle (Bourg-en-Bresse, 13 giugno 1953) è un politico francese.
È figlio di Philippe de Gaulle e Henriette de Montalembert e nipote del generale Charles de Gaulle, leader della Francia libera e presidente della Francia dal 1958 al 1969. È stato sindaco di Thénezay dal 24 marzo 1989 al 18 giugno 1995.

## Biografia

### Formazione
Si è diplomato all'Ecole supérieure libre des sciences commerciales appliquées. Ha conseguito un DESS (una sorta di Master of Advanced Studies) in gestione finanziaria e un DEA (Diplôme d'études approfondies) in controllo di gestione presso l'Università di Parigi-Dauphine. Ha conseguito un altro DEA presso l'Institut national des technologies économiques et comptables (Intec del Conservatoire national des arts et métiers) in dottore commercialista e infine un Executive Master of Business Administration (EMBA) presso l'HEC Paris.

### Carriera nella revisione contabile e contabilità
Ha iniziato la sua carriera nell'ambito della revisione e della consulenza contabile, diventando socio dello studio di revisione e consulenza contabile Barbier-Frinault & Associés di Parigi (1983-1986), membro del network internazionale Arthur Andersen. Dottore commercialista e revisore legale dei conti, ha esercitato la libera professione tra il 1986 e il 2006.

### Carriera politica
Deputato per il dipartimento delle Deux-Sèvres dal 1986 al 1993 e in seguito sindaco di Thénezay nello stesso dipartimento (1989-1995), è stato membro e vicepresidente del Consiglio regionale del Poitou-Charentes (1992-1994). Rieletto deputato, questa volta per Parigi (1993-2007), è stato segretario dell'Assemblea nazionale (1992-1995) e vicepresidente della stessa (1995-1997). All'Assemblea nazionale ha rappresentato il gruppo UMP. Eletto al Consiglio di Parigi nel 1995, è stato vicesindaco di Parigi dal 1996 al 2001. Il 2 gennaio 2007 si è dimesso da deputato in seguito alla sua nomina alla Corte dei conti senza ricandidarsi alle elezioni legislative del 2007.
Il 21 dicembre 2006 è stato nominato consigliere esterno della Corte dei conti francese (creata da Napoleone) fino al dicembre 2020. È stato nominato membro del Collegio dell'Autorité des marchés financiers (AMF) dal febbraio 2019 al settembre 2021.